# À la découverte des lois de l'univers : La prodigieuse histoire des mathématiques et de la physique
À la découverte des lois de l'univers : La prodigieuse histoire des mathématiques et de la physique (en version originale en anglais The Road to Reality: A Complete Guide to the Laws of the Universe) est un livre sur la physique moderne, rédigé par le physicien britannique Roger Penrose, paru en 2004.